# Puerto de Cabras, Mexiko
Puerto de Cabras är en ort i Mexiko.   Den ligger i kommunen Santa Ana Maya och delstaten Michoacán de Ocampo, i den centrala delen av landet, 200 km väster om huvudstaden Mexico City. Puerto de Cabras ligger 1 909 meter över havet och antalet invånare är 474.
Terrängen runt Puerto de Cabras är platt åt sydväst, men åt nordost är den kuperad.  Trakten runt Puerto de Cabras är nära nog obefolkad, med mindre än två invånare per kvadratkilometer. Närmaste större samhälle är Santa Ana Maya, 4,6 km väster om Puerto de Cabras. Trakten runt Puerto de Cabras består till största delen av jordbruksmark.